# Landgericht Rostock

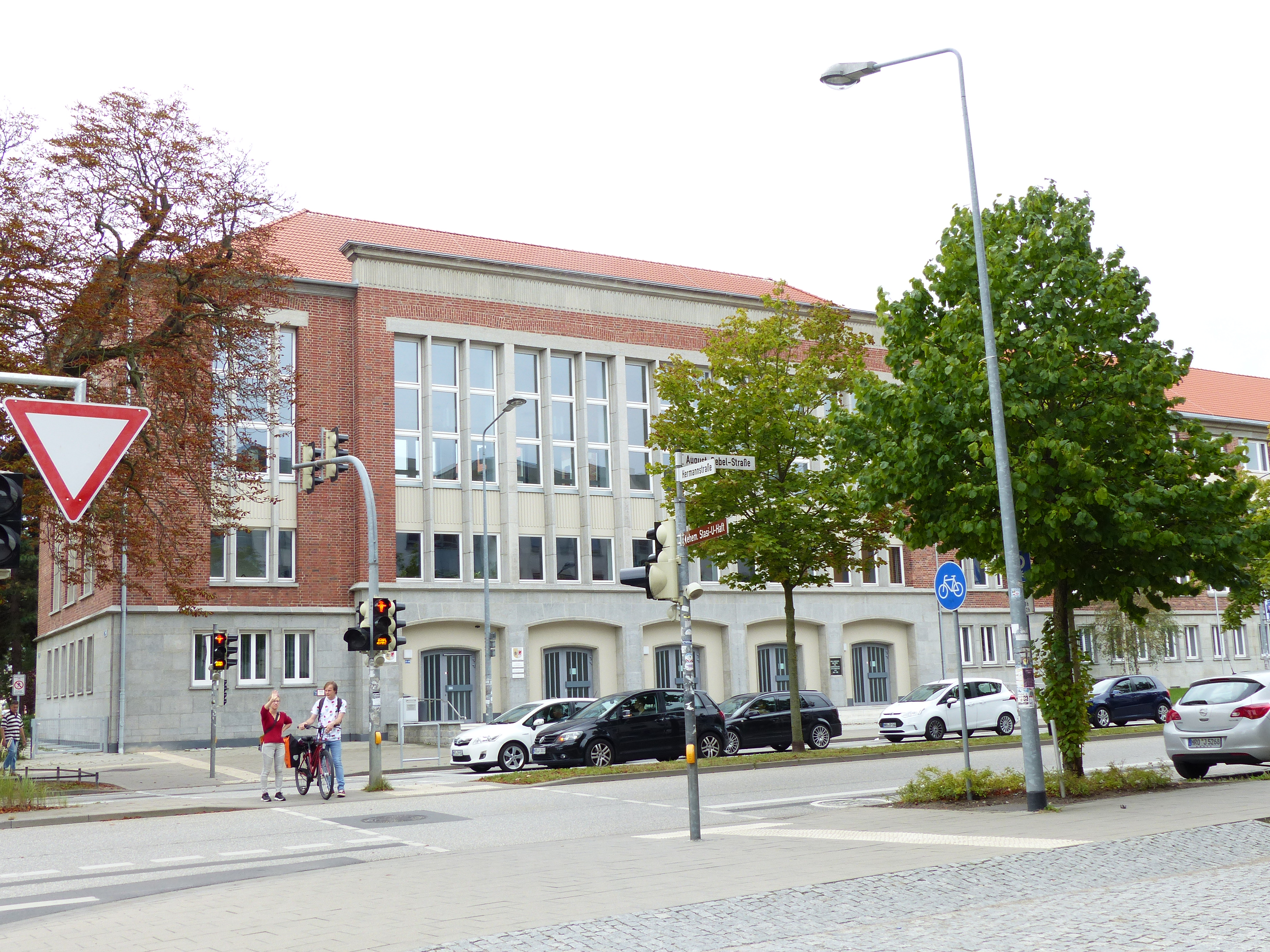
Gemeinsames Gebäude des Landesarbeitsgerichts, Landgerichts, Sozialgerichts und Arbeitsgerichts Rostock (2015)

Das Landgericht Rostock ist ein Gericht der ordentlichen Gerichtsbarkeit des Landes Mecklenburg-Vorpommern und eines von vier Landgerichten im Bezirk des Oberlandesgerichts Rostock.

## Gerichtssitz und -bezirk
Das Gericht hat seinen Sitz in der Hansestadt Rostock.
Der Gerichtsbezirk umfasst die Bezirke der Amtsgerichte Güstrow und Rostock, was der Region Mittleres Mecklenburg bzw. den Gebieten der kreisfreien Stadt Rostock und des Landkreises Rostock entspricht.
| Gerichtsbezirk      | Fläche       | Einwohnerzahl |
| ------------------- | ------------ | ------------- |
| Amtsgericht Güstrow | 2.263,55 km2 | 108.919       |
| Amtsgericht Rostock | 1.337,76 km2 | 305.673       |
| Landgericht Rostock | 3.601,31 km2 | 414.592       |

In Wirtschaftsstrafsachen wurde dem Landgericht Rostock auch die Zuständigkeit für den Bezirk des Landgerichts Stralsund übertragen.
Außerdem ist das Landgericht Rostock für den gesamten Bezirk des Oberlandesgerichts Rostock ausschließlich zuständig in bestimmten Sachen des gewerblichen Rechtsschutzes.

## Geschichte
Im Großherzogtum Mecklenburg-Schwerin bestanden drei Justizkanzleien, darunter die Justizkanzlei Rostock sowie das Criminal-Collegium Bützow als Gerichte zweiter Instanz. Im Rahmen der Reichsjustizgesetze wurden alle bestehenden Gerichte in Mecklenburg-Schwerin aufgehoben und durch die neuen Amts-, Land- und Oberlandesgerichte ersetzt. Mit der Verordnung zur Ausführung des Gerichtsverfassungsgesetzes vom 27. Januar 1877 vom 31. Mai 1879 entstand damit das Landgericht Rostock als eines von drei Landgerichten im Großherzogtum Mecklenburg-Schwerin. Es war dem Oberlandesgericht Rostock nachgeordnet.
Ihm waren folgende Amtsgerichte zugeordnet:
| Amtsgericht              | Sitz      |
| ------------------------ | --------- |
| Amtsgericht Neubukow     | Neubukow  |
| Amtsgericht Doberan      | Doberan   |
| Amtsgericht Gnoien       | Gnoien    |
| Amtsgericht Kröpelin     | Kröpelin  |
| Amtsgericht Ribnitz      | Ribnitz   |
| Amtsgericht Rostock      | Rostock   |
| Amtsgericht Schwaan      | Schwaan   |
| Amtsgericht Sülze-Marlow | Bad Sülze |
| Amtsgericht Tessin       | Tessin    |

### NS-Zeit
In der NS-Zeit wurden auch im Oberlandesgerichtsbezirk Rostock NS-Sondergerichte etabliert. Zeitweilig verfügte der Bezirk sogar über zwei solcher Gerichte. Ab 1939 konnten diese auch geringste Vergehen drakonisch bestrafen, insbesondere, wenn der zuständige Staatsanwalt die Auffassung vertrat, dass durch die Tat die öffentliche Ordnung und Sicherheit besonders schwer gefährdet wurde. Ein Staatsanwalt beim Sondergericht Rostock war Ernst Löllke (* 10. Juli 1905). Löllke wurde während des Zweiten Weltkrieges auch als Staatsanwalt beim Sondergericht Posen sowie den Sondergerichten in Metz und Saarbrücken eingesetzt.
Löllke, war in dieser Zeit an schrecklichen Urteilen beteiligt. So stellte er am 12. Februar 1942 vor dem Sondergericht Rostock den Antrag auf Todesstrafe gegen einen 45-jährigen Brotfahrer, der ein Paar Handschuhe, das zuvor aus einem Sammellager für die Wehrmacht entwendet worden war, für 23 Reichsmark gekauft hatte
Dr. Hans Schlodtmann (* 16. Februar 1905, in Parchim) war Jurist und von 1942 bis 1945 als Richter am Sondergericht Rostock eingesetzt, wo er 1942 maßgeblich an der Aburteilung der 'Rostocker Plünderer' beteiligt war. Nach 1945 wurde er Landgerichtsrat in Hamburg. Dr. Otto Prinz, war Vorsitzender des Sondergerichtes Rostock.

### Nachkriegszeit
Bei Kriegsende nach Westdeutschland geflüchtet, amtierte Löllke nach 1945 bald wieder als politischer Staatsanwalt, in Hamburg, zusammen mit den beiden Richtern, die das o. g. NS-Urteil des Sondergerichtes Rostock 1942 gefällt hatten, der Vorsitzende des Sondergerichtes, Prinz, zusammen mit dem Beisitzer Schlodtmann, die ebenfalls am Hamburger Landgericht eingestellt worden waren. Am 27. Juli 1962 war Löllke zum Beispiel als Erster Staatsanwalt als Sachbearbeiter für Landesverratssachen eingesetzt.
In der Zeit des Kalten Krieges tat sich Löllke u. a. als forscher Staatsanwalt in KPD-Verbotsverfahren hervor, z. B. im Falle einer rätselhafte Explosion in der Buxtehuder Straße 104 am 7. März 1955.
In einem weiteren, Aufsehen erregenden Prozess 1967 entschieden die beiden Richter, die das o. g. NS-Urteil des Sondergerichtes Rostock 1942 gefällt hatten, in dem ersten Hamburger Holocaust Prozess. Auf der Grundlage der Anklage von Löllke, urteilten sie über Täter der Sonderaktion 1005, mit der NS-Schergen, mit Hilfe dazu gezwungener und später ebenfalls ermordeter Juden, Massengräber in den Vernichtungslagern Kulmhof, Belzec, Sobibor und Treblinka s verschleiern wollten. So kam es zu der, auch in den Medien kritisierten, bizarren Situation, dass Rostocker NS-Richter und der hochgradig belastete NS-Staatsanwalt Löllke, Taten der Ausführenden des Holocausts ermittelte und aburteilten
Nach dem Zweiten Weltkrieg wurde das Land Mecklenburg geschaffen. In diesem Zusammenhang wurden die Gerichtsbezirke neu zugeordnet. Das Landgericht Rostock wurde in diesem Zusammenhang nicht fortgeführt. Im Jahre 1952 wurden in der DDR die bestehenden Gerichte abgeschafft und einheitlich Kreis- und Bezirksgericht, darunter das Bezirksgericht Rostock geschaffen.
Mit dem Gerichtsstrukturgesetz wurde 1991 die bisherige Gerichtsstruktur wiederhergestellt. Das Landgericht Rostock umfasste nun:
| Amtsgericht                   | Sitz              | Anmerkung                                           |
| ----------------------------- | ----------------- | --------------------------------------------------- |
| Amtsgericht Güstrow           | Güstrow           |                                                     |
| Amtsgericht Rostock           | Rostock           |                                                     |
| Amtsgericht Bad Doberan       | Bad Doberan       | aufgehoben am 11. Mai 2015                          |
| Amtsgericht Bützow            | Bützow            | aufgehoben am 31. Dezember 1997                     |
| Amtsgericht Ribnitz-Damgarten | Ribnitz-Damgarten | bis 30. September 1994                              |
| Amtsgericht Teterow           | Teterow           | ab 1. Oktober 1994, aufgehoben am 31. Dezember 1997 |

## Gebäude

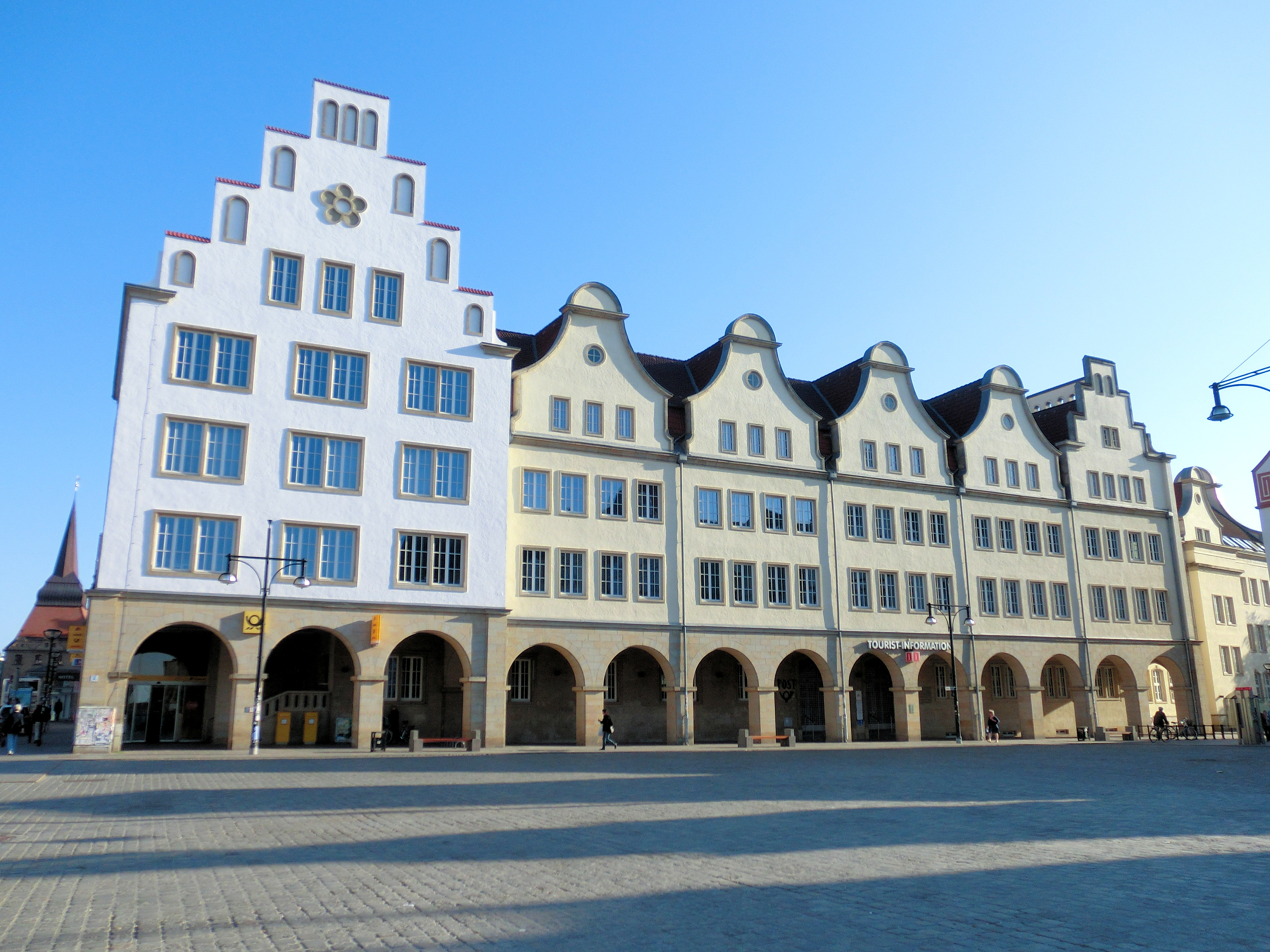
Ehemaliger Sitz des Landgerichts Rostock von April 2010 bis Januar 2016

Das Landgericht Rostock befindet sich im Gerichtsgebäude August-Bebel-Straße 15–20, in welchem auch das Sozialgericht Rostock, das Arbeitsgericht Rostock, das Landesarbeitsgericht Mecklenburg-Vorpommern sowie einige Senate des Oberlandesgerichts Rostock untergebracht sind. In den denkmalgeschützten Gebäuden war bis 1989 die Bezirksverwaltung Rostock des Ministeriums für Staatssicherheit der DDR untergebracht. Eine Gedenktafel am Haupteingang erinnert an die Opfer der Stasi und die Übernahme des Gebäudekomplexes durch das Bürgerkomitee am 4. Dezember 1989.
Wegen Sanierungsarbeiten war das Gericht von April 2010 bis Januar 2016 vorübergehend in ein ebenfalls denkmalgeschütztes Gebäude unter der Anschrift Neuer Markt 3 verlegt worden.

## Über- und nachgeordnete Gerichte
Dem Landgericht Rostock sind das Oberlandesgericht Rostock und der Bundesgerichtshof (BGH) übergeordnet. Nachgeordnet sind die Amtsgerichte Güstrow und Rostock.

## Staatsanwaltschaft

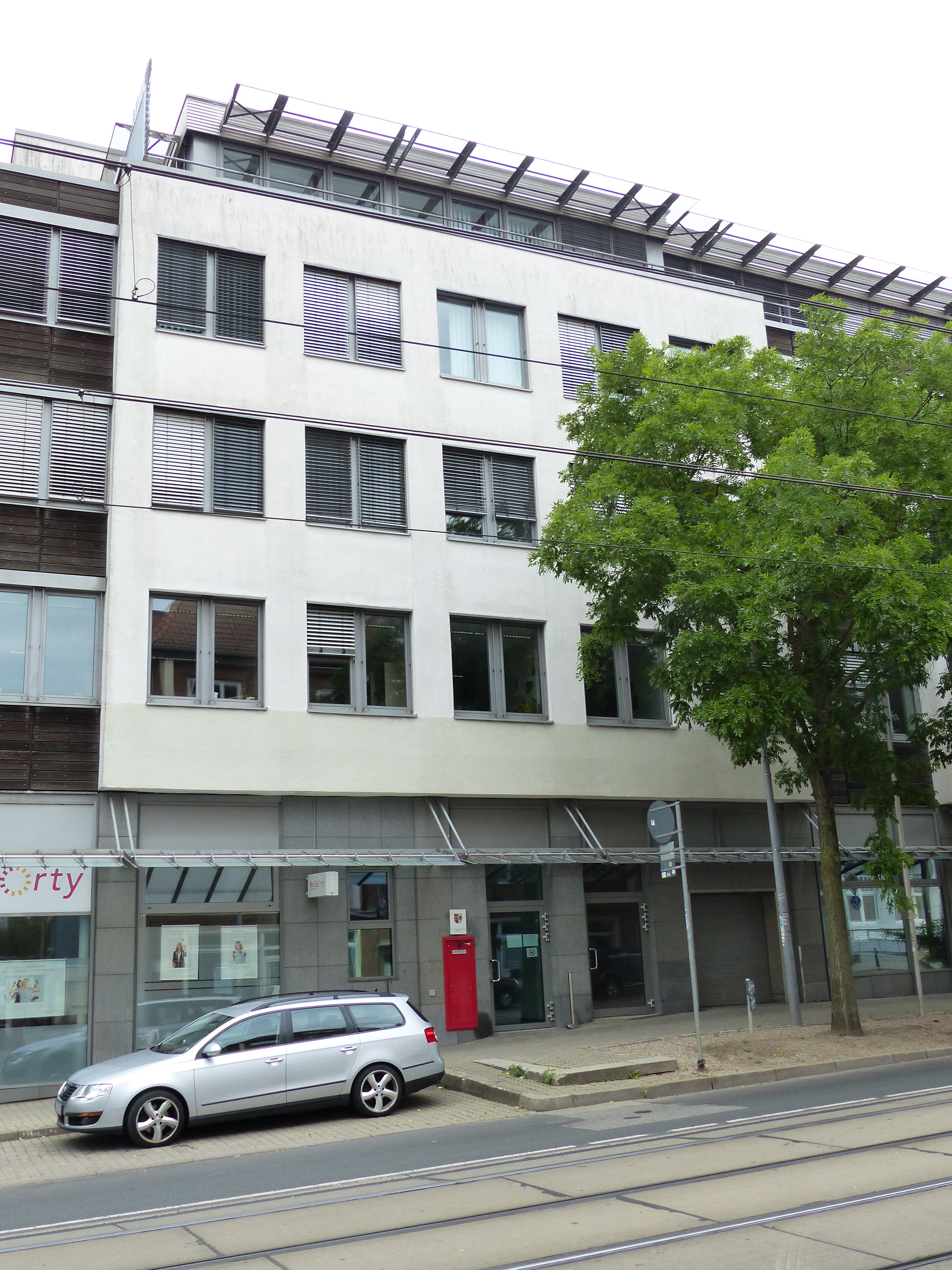
Gebäude der Staatsanwaltschaft Rostock (2015)

Die beim Landgericht Rostock eingerichtete Staatsanwaltschaft Rostock ist für den gesamten Landgerichtsbezirk zuständig. In Wirtschaftsstrafsachen erstreckt sich ihre Zuständigkeit als Schwerpunktstaatsanwaltschaft auch auf den Landgerichtsbezirk Stralsund. Untergebracht ist sie in der Doberaner Str. 116.